# Trichosphaeriales
Trichosphaeriales es un orden de hongos ascomicetos. Es un orden monotipo, su única familia es Trichosphaeriaceae.

## Géneros
- Acanthosphaeria
- Collematospora
- Coniobrevicolla
- Cresporhaphis
- Cryptadelphia
- Eriosphaeria
- Fluviostroma
- Kananascus
- Miyoshiella
- Neorehmia
- Oplothecium
- Pseudorhynchia
- Rizalia
- Schweinitziella
- Setocampanula
- Trichosphaeria
- Umbrinosphaeria
- Unisetosphaeria